# Uwe Messerschmidt
Uwe Messerschmidt (Schwäbisch Gmünd, Baden-Württemberg, 22 de gener de 1962) és un ciclista alemany, ka retirat, que va destacar en el ciclisme en pista. Va participar en els Jocs Olímpics de Los Angeles de 1984, on va guanyar la medalla de plata en la prova de puntuació. Quatre anys més tard, als Jocs de Seül, fou sisè en la mateixa prova.

## Palmarès en pista
- 1980
  -  Campió del món júnior en Puntuació
- 1984
  -  Medalla de plata als Jocs Olímpics de Los Angeles en Puntuació
- 1987
  -  Campió d'Alemanya amateur en Madison
  -  Campió d'Alemanya amateur en Persecució per equips
- 1988
  -  Campió d'Alemanya amateur en Madison
- 1989
  -  Campió d'Alemanya amateur en Madison
- 1990
  -  Campió d'Alemanya amateur en Madison
  -  Campió d'Alemanya amateur en Persecució per equips
- 1991
  -  Campió d'Alemanya amateur en Persecució per equips
- 1995
  -  Campió d'Alemanya en Madison
- 1996
  -  Campió d'Alemanya en Madison

### Resultats a laCopa del Món
- 1995
  - 1r a Cottbus, en Madison

## Palmarès en ruta
- 1983
  - 1r a la Stuttgart–Estrasburg
- 1987
  - 1r a la Volta a Düren
  - Vencedor d'una etapa a la Volta a la Baixa Saxònia
- 1990
  - Vencedor d'una etapa a la Volta a la Baixa Saxònia